# Protorthodes orobia
Protorthodes orobia är en fjärilsart som beskrevs av Harvey 1876. Protorthodes orobia ingår i släktet Protorthodes och familjen nattflyn. Inga underarter finns listade i Catalogue of Life.